# Johann Anton Illik
Johann Anton Illik ist ein deutscher Informatiker und Hochschullehrer.

## Leben
Illik studierte von 1973 bis 1979 an der Technischen Universität München. Anschließend war er Lehrbeauftragter der Steinbeis-Hochschule Berlin und der Donau-Universität Krems. Seit 1992 ist Illik Professor für Software-Engineering und Programmiersprachen an der Hochschule Furtwangen. In der Zeit von 2000 bis 2005 war er Mitherausgeber der Zeitschrift Wirtschaftsinformatik.

## Schriften
- Erfolgreich Programmieren mit C. Sybex Verlag, Düsseldorf, 1984, ISBN 978-3-887-45055-7
- Programmieren mit C unter Unix. Sybex Verlag, Düsseldorf, 1990, ISBN 978-3-88745-541-5
- Das UUCP-System - Electronic Mail und File Transfer. Oldenbourg Verlag, München, 1993, ISBN 978-3-486-21569-4
- Electronic Commerce. Oldenbourg R. Verlag GmbH, 1999, ISBN 978-3-486-24133-4
- Verteilte Systeme - Architektur und Software-Technologien. Expert Verlag, Stuttgart-Renningen, 2007, ISBN 978-3-8169-2730-3
- Formale Methoden der Informatik. Von der Automatentheorie zu Algorithmen und Datenstrukturen. 2008, ISBN 978-3-8169-2729-7